# إينا باور
إينا باور (بالألمانية: Ina Bauer)‏ هي متزلجة فنية وممثلة ألمانية، ولدت في 31 يناير 1941 بكريفلد في ألمانيا، وتوفيت بنفس المكان في 13 ديسمبر 2014.ابتكرت «حركة إينا باور» في التزلج على الجليد التي سميت باسمها اليوم.

## وصلات خارجية
- إينا باور على موقع IMDb (الإنجليزية)
- إينا باور على موقع قاعدة بيانات الفيلم (الإنجليزية)
- إينا باور على موقع كينوبويسك (الروسية)